# Benedykt V
Benedykt V (łac. Benedictus V, ur. w Rzymie, zm. 4 lipca 966 w Hamburgu) – papież w okresie od 22 maja 964 do 23 czerwca 964.

## Życiorys
Urodził się w Rzymie; nosił przydomek Grammaticus, wskazujący, że był uczonym. Uczestniczył w elekcji Leona VIII, lecz nie odegrał wówczas żadnej istotnej roli, więc po powrocie Jana XII na Stolicę Piotrową nie dotknęły go żadne represje.
Jako kardynała-diakona, po śmierci Jana XII (14 maja 964), lud rzymski wybrał Benedykta na papieża. Na elekcję nie wyraził jednak zgody Otton I Wielki, pod którego opieką znajdował się wówczas Rzym. Wyruszył on na oblężenie Wiecznego Miasta, podczas którego Benedykt V zagrzewał obrońców do walki i z murów miejskich rzucał klątwy na wojska najeźdźców. Perspektywa głodu sprawiła, że Rzym się poddał, lud wydał Benedykta Ottonowi (23 czerwca), a cesarz ponownie sprowadził na urząd Leona VIII. Papież Benedykt V został zdetronizowany, zdegradowany do rangi diakona i zesłany na wygnanie do Hamburga, gdzie był traktowany z pełnym szacunkiem przez arcybiskupa Adaldaga. Po śmierci Leona VIII przedstawiciele rzymian zwrócili się do Ottona I z prośbą o wyrażenie zgody na powrót papieża do Rzymu; zanim cesarz podjął decyzję, Benedykt zmarł w opinii świętości.